# 魯班先師廟

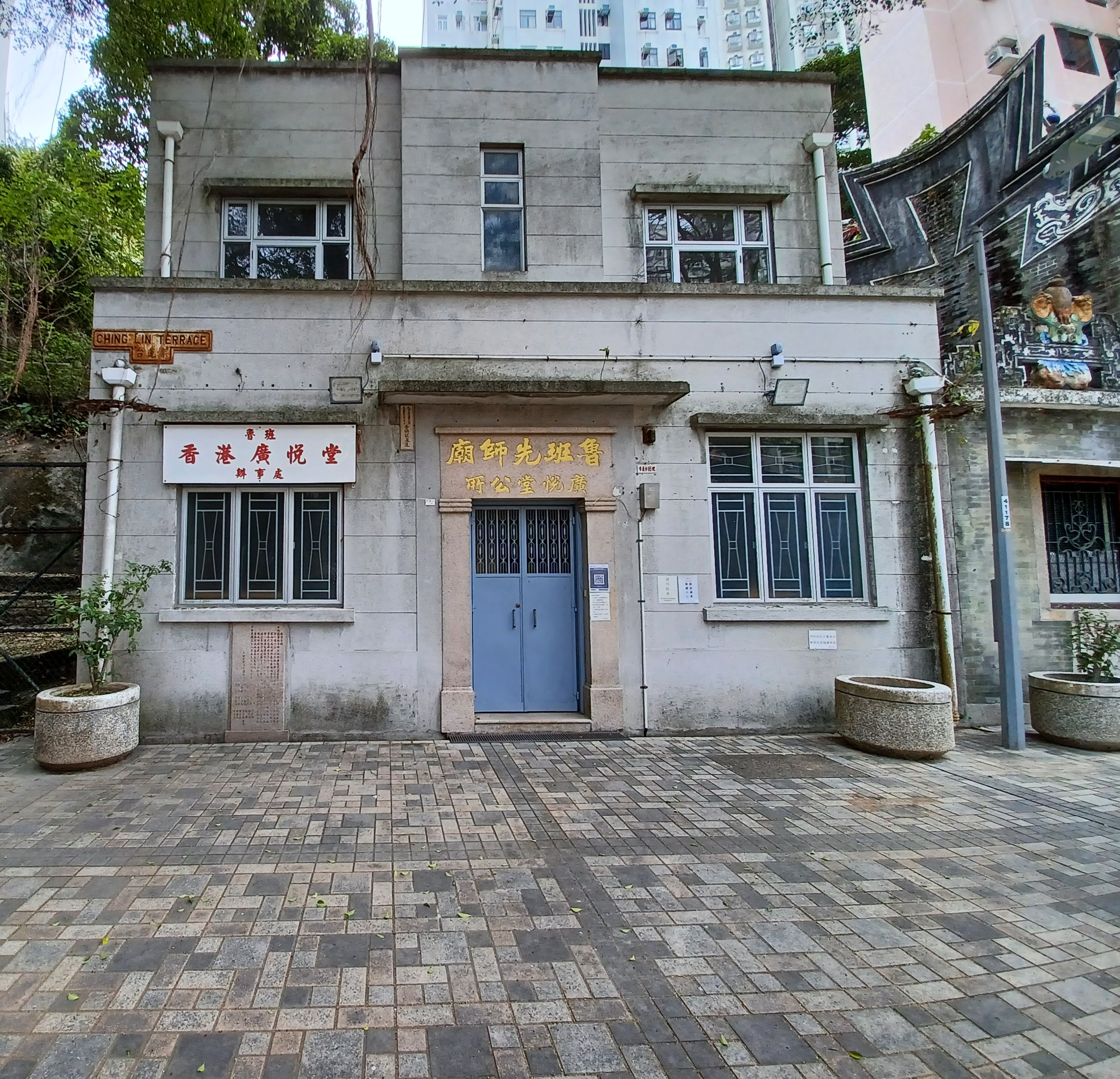
魯班先師廟廣悅堂公所

魯班先師廟又稱魯班廟，位於香港香港島中西區西環青蓮臺15號，是香港島中唯一拜祭魯班的廟宇，現被列為香港法定古蹟。廟宇建於清朝光緒10年（1884年），屬兩進式非合院建築物，供奉三行祖師魯班。廟宇設置多堵精巧護牆及大量雕刻塑像、浮雕及壁畫。其旁（青蓮臺16至17號）則建有廣悅堂公所，現被列為為香港的法定古蹟。

## 歷史
魯班先師廟是當時香港三行的同業人士所集資，由一批住宅建築工人所興建。那一批建築工人本來是受聘到位於薄扶林道以北及山市街以東的山坡的「平臺」住宅區替一些富有的人建造房屋和別墅。

## 簡介
廟內所奉祀之魯班先師，又名公輸般，是春秋戰國時代的魯國人，擅長木工，死後被尊為木匠的祖師。每逢農曆六月十三日是魯班先師誕，魯班廟的值理會舉辦隆重的慶祝儀式。很多三行工人及機構都會在這天到廟拜祭這位祖師。以往管理該廟的廣悅堂都會在當天派發飯菜，後來才改派餐券。到該廟參拜的善信主要是建築工人。他們祈求本行的聖人魯班賜福，保佑他們工作順利和平安。每年的農曆六月十三，信眾均會慶祝魯班先師誕。

## 建築風格

### 脊飾
魯班廟在第一進正脊及垂脊和第二進的正脊均有石灣陶塑裝飾，正脊的裝飾稱為「石灣瓦脊」或「花脊」，構圖左右對稱，上方中央為寶珠，是整間廟宇的縱軸線，兩側近末端有一對鴟吻魚形陶塑，下方末端則為一對鳳凰，傍各有一個鏤空方格，內有一個手持吉祥文字書軸的人物，兩個方格之間有俗稱「石灣公仔」的人物布置，第二進的花脊與第一進類同，只是多了2條龍作「二龍爭珠」；第一進的左右垂脊各有一隻瑞獸「嘲風」，並有一對男女，男持「日」鏡而女持「月」鏡，是為「日月二神」后羿與嫦娥。

### 壁畫
魯班廟是港島華人廟宇中壁畫數量最多的一間，共有26幅，廟外、廟內、門牆及山牆皆有壁畫。如「張騫泛槎圖」、「風雨歸舟圖」、「夜遊赤壁圖」、「蝴蝶水仙圖」、「達摩渡江圖」、「倚石仕女圖」、「訪友圖」、「雙龍圖」，尚有不少花鳥、人物和書法夾於其間。廟內第二進的後壁也有三幅畫，中為「福祿壽全圖」，左右皆為山水畫。壁畫的內容多樣化，且頗具中國傳統學術文化的色彩。

### 泥塑
魯班廟也有不少泥塑，共有9組，頗具地方色彩，在港島廟宇較為少見。此廟的山牆、後牆和墀頭都有泥塑圖案，如一、二進之間的山牆上，有「引福圖」，右山牆有「學琴圖」，廟內一、二進間的牆壁上，有泥塑兩組，右側為「文王會姜尚」，左側亦為封神演義之故事。廟後牆頭有泥塑三幅，左為「書圖」，中為「花卉雀鳥圖」，右為「醉酒圖」，此外有不少書法和花鳥動物夾雜其間。

### 石刻
廟中歷史最悠久的文物是一塊立於光緒10年的石刻：〈倡建魯班先師廟簽題工金芳名碑誌〉。建廟的目的，可見於廟內一塊立於1951年的〈倡建魯班先師廟碑記〉：「竊以學有淵源，後人當思報本⋯⋯茲我行香海刱建北城侯魯班先師廟宇，以盡崇報德功，飲水思源之議⋯⋯」，可見此廟是香港三行的從業員為紀念祖師之恩德及建樹而興建的。

### 題字
正門掛上刻有「廣悅堂」三字的橫額，正門兩旁有對聯：「規矩常存，絕巧工而溯神聖」；「道器同貫，由格物以闡治平」。正殿內供奉魯班先師神位，神龕上有「萬世流芳」四字，下懸「魯班先師」布帷，兩旁有對聯：「先賢道貌千秋仰」；「師範（之圓）百世尊」。入口處左右兩邊分置財神及門神，是富商李禮興於是年捐獻的。

## 管理
1949年，負責管理魯班廟的廣悅堂註冊為合法團體，名稱為「魯班廟廣悅堂建築業工商行」。廣悅堂之理事多為香港建築商，以往曾積極支持該廟的有程振球的振昌建築，張鎮漢的昌利建築和周有的有利建築等。

## 合資人士
若根據廟內石刻記載，當年合資捐建魯班廟的人超過1172名。當中以新會人最多，佔269人，其次為新寧人，有245人，第3位為順德人，有243人，第4位為開平人，有207人，第5位是新安人，有118人，第6位是東莞人，有90人。由此或可估計開埠初年來港謀生的國內人士的籍貫分佈。

## 業權
魯班廟及所在之地段由富商李禮興以「禮興號」名義所捐贈，但所立憑據早已失去。李氏後人將其地售予合興公司之李星衢及譚煥堂等，廣悅堂以「師廟之不可毀滅，古跡之不可湮沒」為理由，與李、譚2人商討，2人慷慨送回，並在律師樓簽立送契。古廟業權曾多次易手，最終於1921年由廣悅堂廟宇管理公司接管。

## 法定古蹟
2006年1月，古物古蹟辦事處曾向民政事務局建議將魯班先師廟改列作香港法定古蹟，但因業權一直未能釐清，因此暫時未有下文。若魯班廟列入法定古蹟，業主將失去建築物的發展權，目前處方正與業主進行磋商。負責管理魯班廟的香港魯班廣悅堂有限公司主席勞鑑表示，同意古蹟辦的建議，由於擁有魯班廟業權的數名業權人已相繼離世，故要待律師釐清業權後才可正式宣布魯班廟為古蹟。
2024年10月10日，香港政府刊憲，公佈根據《古物及古蹟條例》將位於魯班先師廟列為法定古蹟。

## 維修
2007年，魯班廟需要進行維修，但發展局只撥款了71萬港元。因地理位置問題，只是搬運材料到魯班廟的費用就已高達65萬。而魯班廟的廟祝芬叔只好叫夥計們一起搬，最後硬生生節省了58萬港元。而整個維修用了四個月完成。

## 附近設施
該廟於1928年及1949年重修，自此以後魯班廟雖時有修葺，但大體上維持原貌。廟旁本為空地，1949年，在廟的左右興建了公所和學校，稱為廣悅堂公所，但後來廣悅堂將辦事處搬到灣仔。該建築於1996年起租予漢華中學小學部。

## 地址
魯班先師廟位於香港西環青蓮台15號。

## 開放時間
08:30-17:30。